# Uzlop
Uzlop (njemački: Oslip, mađarski: Oszlop) je naselje i općina u austrijskoj saveznoj državi Gradišće, administrativno pripada Kotaru Željezno-okolica. Većinsko stanovništvo čine gradišćanski Hrvati.

## Stanovništvo
Uzlop prema podacima iz 2010. godine ima 1.317 stanovnika, 2001. godine je imao 1.323 od čega 733 Hrvata, 545 Nijemca, 19 Mađara, 5 Slovaka, 4 Čeha i 17 ostalih. 1910. godine je imao 1.288 stanovnika većinom Hrvata.

## Kultura
- Tamburica Uzlop (od 1962.)[1], organizira godišnji Tamburaški bal[2]

## Poznate osobe
- Ivan Jagšić[3]
- Nicole Trimmel
- Agnjica Csenar-Schuster
- David Pichler[4][5]

## Vanjske poveznice
- Internet stranica naselja